# The Hurricane Kid
The Hurricane Kid é um filme mudo norte-americano de 1925, do gênero faroeste, dirigido por Edward Sedgwick, com roteiro de Richard Schayer, Raymond L. Schrock e Will Lambert e estrelado por Hoot Gibson e Marian Nixon.

## Sinopse
Hurricane Kid doma a égua selvagem do rancho do Coronel Langdon e com ela vence uma corrida que decide quem ficará com fazendas em litígio.